# Avatar (film 1916)
Avatar è un film perduto muto, in bianco e nero diretto da Carmine Gallone, uscito in Italia il 6 marzo 1916.

## Trama
Tratto dall'omonimo romanzo di Théophile Gautier, il film narra del tragico amore di Ottavio de Saville. Costui s'innamora follemente di madame Prascovie Labinska, donna fedelissima al proprio marito, il conte polacco Olaf Labinski. Allarmati dalla crescente consunzione fisica e mentale del disperato giovane, i suoi parenti ed amici decidono di rivolgersi al dottor Balthazar, appena ritornato da un viaggio nelle Indie dove è stato iniziato ai segreti di Brahman.
Al medico basta solo un colpo d'occhio per capire che la sofferenza stia portando inesorabilmente alla morte, tanto desiderata dal giovane per porre fine alle sue pene d'amore. Nel tentativo di salvare il ragazzo, il dottor Balthazar rivela che, nel corso del suo viaggio alle Indie, ha fatto conoscenza con un fachiro votato al dio  Visnù, il quale, grazie ad un atroce esercizio dell'ascetismo, è giunto a poter emettere da vivo l'anima dal proprio corpo e a potervela far rientrare a suo totale piacimento. Balthazar, imparata questa tecnica mistica, la offre in dono al giovane, che accetta. L'anima del giovane trasmigra così nel corpo del conte e viceversa.
Ridestatosi nei suoi nuovi panni, de Saville si presenta nell'albergo dove alloggia la coppia. Dopo un breve intermezzo comico, dove Olaf\Ottavio non dà segno di riconoscere i suoi fidati domestici, egli riesce finalmente a restare da solo con la contessa. Ma le arti mistiche nulla possono contro l'onestà innata della contessa, la quale, grazie al proprio intuito femminile, comprende all'istante che chi ha davanti non è il suo legittimo consorte, e si sottrae all'amplesso, opponendovi un risoluto rifiuto.
Anche il conte, frattanto, s'è risvegliato dalla sua trance: stordito dal ritrovarsi in un corpo non suo, irrompe nell'albergo in cui stavolta sono i domestici a non riconoscere il loro padrone, prendendolo per un folle. Il conte si precipita nella sua camera e, trovato il proprio doppelgänger in compagnia della legittima consorte, capisce di trovarsi dinnanzi a qualcosa d'oscuro e malefico. I due uomini vengono alle mani, passando ben presto alle sciabole.
A risolvere la situazione arriva il dottor Balthazar, che comprende che la morte d'uno dei due contendenti potrebbe portare alla distruzione, fisica e spirituale, di entrambi. È il conte a risolvere la situazione, e con un audace colpo di mano disarma il giovane, ponendo fine al duello. L'onore della contessa è comunque salvo: le pagine stesse del diario del giovane Ottavio attestano come essa abbia sempre mantenuto una grande rettitudine morale. Rebus sic stantibus, il medico Balthazar mette fine all'incresciosa vicenda, restituendo ciascun'anima al proprio corpo.